# Nynaeve al'Meara
Nynaeve al'Meara är en viktig karaktär i Robert Jordans fantasyserie Sagan om Drakens återkomst. 
Nynaeve var klokfru i den lilla byn Edmondsvall som många av huvudpersonerna kommer ifrån. När Rand, Mat och Perrin lämnade byn tillsammans med Moiraine följde Nynaveve efter dem dagen efter och kom snart att ansluta sig till dem. Trots att hon inledningsvis hatade alla
Aes Sedaier, kom hon till slut att själv bli en av Gula Ajah. Nynaeve är mycket stark med kraften, och känd för sitt hetsiga humör. Hon har en speciellt stark talang för helande och var den som upptäckte hur stillning och släckning helas.
Nynaeve är gift med Lan.